# 9. November (Deutschland)
Auf den 9. November fällt eine Reihe von Ereignissen, die für die jüngere deutsche Geschichte als politische Wendepunkte mit teilweise auch internationalen Auswirkungen gelten. Als gravierend für die zeitgenössische öffentliche Diskussion in der rückwirkenden Betrachtung gelten – beginnend in der jüngeren Vergangenheit – die Jahrestage des „Mauerfalls“ 1989, des organisierten Höhepunkts der Novemberpogrome 1938, des Hitlerputsches 1923 und die Ausrufung der Republik als entscheidendes Datum der Novemberrevolution 1918. Diese historischen „Schlaglichter“ bilden in je unterschiedlichem Kontext in der Zusammenschau und der Rezeption im Verhältnis zueinander inhaltlich und ideologisch gegensätzliche und polarisierende Höhepunkte der historisch-politischen Auseinandersetzung mit der Geschichte Deutschlands, insbesondere derjenigen des 20. Jahrhunderts.
Nach dem Ende des Zweiten Weltkriegs wurde von verschiedenen Historikern und Journalisten für dieses Tagesdatum der Ausdruck Schicksalstag geprägt, der aber erst nach den Ereignissen vom Herbst 1989 weitere Verbreitung fand.
In mahnender Erinnerung an die Novemberpogrome des NS-Regimes gegen die deutschen Juden im Jahr 1938 ist der 9. November in Deutschland auch ein Gedenktag für die Opfer des Nationalsozialismus – zusätzlich zum offiziellen nationalen Holocaust-Gedenktag 27. Januar, dem Jahrestag der Befreiung des Vernichtungslagers Auschwitz (1945). Der 27. Januar ist auch der von der Generalversammlung der UNO international proklamierte Tag des Gedenkens an die Opfer des Nationalsozialismus.

## Zeittafel
- 9. November 1848 – Hinrichtung Robert Blums bei Wien, einem der führenden Köpfe der Demokraten im Rahmen der Deutschen Revolution und in der Frankfurter Nationalversammlung.
- 9. November 1918 – Novemberrevolution in Berlin:
Ausrufung der Republik in Deutschland. Der wenige Wochen zuvor berufene Reichskanzler Max von Baden verkündet angesichts der bevorstehenden Niederlage des Deutschen Reiches im Ersten Weltkrieg eigenmächtig die Abdankung von Kaiser Wilhelm II. und betraut Friedrich Ebert (SPD) mit den Amtsgeschäften. Eberts Genosse Philipp Scheidemann, der ihn im Februar 1919 als Regierungschef ablösen wird, ruft von einem Fenster des Reichstagsgebäudes die Deutsche Republik aus. Am selben Tag, einige Stunden später, verkündet Karl Liebknecht, einer der Anführer des linksrevolutionären Spartakusbundes, vom Berliner Stadtschloss aus eine als Räterepublik gedachte Freie Sozialistische Republik Deutschland.
In den nachfolgenden, regional teilweise bürgerkriegsähnlichen Auseinandersetzungen zwischen den Verfechtern einer sozialistischen Räterepublik und denen einer pluralistisch-parlamentarischen Demokratie unterliegen die Anhänger des Rätemodells. Liebknecht selbst wird zwei Monate später zusammen mit Rosa Luxemburg am 15. Januar von reaktionären Freikorps ermordet. In der weiteren Folge wird im August 1919 das als Weimarer Republik bezeichnete erste demokratisch strukturierte Staatswesen in Deutschland konstituiert (benannt nach der in Weimar tagenden Nationalversammlung).
- 9. November 1923 – Hitler-Ludendorff-Putsch in München:
Der Nationalsozialismus wird erstmals international wahrgenommen.
Adolf Hitler, der bis dahin in der breiten Öffentlichkeit kaum bekannte Parteichef der NSDAP, unternimmt einen Putschversuch gegen die demokratische Reichsregierung bewusst am 5. Jahrestag der Ausrufung der Republik. Das Unternehmen, das 20 Todesopfer fordert, scheitert bereits nach wenigen Stunden vor der Münchner Feldherrnhalle. Hitler nutzt den anschließenden Prozess, um sich als Führungsfigur der völkischen Bewegung zu inszenieren. Er wird zu fünf Jahren Festungshaft verurteilt, aber bereits nach neun Monaten „wegen guter Führung“ vorzeitig entlassen. Als er zehn Jahre später an die Macht gelangt und eine totalitäre Diktatur in Deutschland errichtet, erklärt er den 9. November zu einem Gedenk- und Feiertag. An ihm finden während der NS-Diktatur alljährlich staatliche Trauerfeiern statt, bei denen der sogenannten „Blutzeugen der Bewegung“ gedacht wird. Auf einer solchen Feier fand, am Abend des 8. November 1939, das gescheiterte Bomben-Attentat des Georg Elser auf Hitler im Münchner Bürgerbräukeller statt.
- 9. November 1938 – Scheitelpunkt der Novemberpogrome (7. bis 13. November 1938):
Nach dem Mordanschlag auf einen deutschen Diplomaten in Paris inszenieren die Nationalsozialisten die Novemberpogrome (bis in die Gegenwart ist die Nacht vom 9. auf den 10. November 1938 oft auch unter dem euphemistischen Begriff „Reichskristallnacht“ bekannt). In der NS-Propaganda werden die vor allem von SA- und SS-Mitgliedern in Zivilkleidung begangenen Ausschreitungen als Ausdruck des „Volkszorns“ gegen die Juden dargestellt. In ganz Deutschland und Österreich werden jüdische Geschäfte und Einrichtungen demoliert, Synagogen in Brand gesteckt. Hunderte von Juden werden innerhalb weniger Tage ermordet. Diese Ereignisse markieren den Übergang von der sozialen Ausgrenzung und Diskriminierung zur offenen Verfolgung der Juden in der Diktatur des Nationalsozialismus. Während des Zweiten Weltkriegs mündet der nationalsozialistische Antisemitismus in den heute als Holocaust bezeichneten industriell betriebenen Völkermord an etwa sechs Millionen europäischen Juden und weiteren ausgegrenzten Bevölkerungsgruppen in den Vernichtungslagern des NS-Regimes.
- 9. November 1967 – Bei der feierlichen Amtseinführung des neuen Rektors der Hamburger Universität entfalten Studenten ein Transparent mit dem Spruch Unter den Talaren – Muff von 1000 Jahren, der zum Symbol der 68er-Bewegung werden wird.
- 9. November 1969 – Die linksextremistische Terrororganisation Tupamaros West-Berlin platziert eine Bombe im Jüdischen Gemeindehaus in Berlin. Die Bombe explodiert jedoch nicht.
- 9. November 1974 – Der inhaftierte RAF-Terrorist Holger Meins stirbt nach 58 Tagen Hungerstreik.
- 9. November 1989 – Mauerfall:
Die Öffnung der innerdeutschen Grenze verdeutlicht und verstetigt den Erfolg der friedlichen Revolution in der DDR, dem am 3. Oktober 1990 die deutsche Wiedervereinigung folgt. Der 9. November ist zeitweilig als Nationalfeiertag des vereinigten Deutschland im Gespräch. Auch aus Rücksicht auf das Gedenken an den 9. November 1938 wird im Einigungsvertrag 1990 (Art. 2 Abs. 2 EV) jedoch der 3. Oktober zum Tag der Deutschen Einheit bestimmt.